# West Wildwood
 (octobre 2022).
Pour les articles homonymes, voir Wildwood.
West Wildwood est un borough situé dans le comté de Cape May, dans l'État du New Jersey, aux États-Unis.